# Pierre de Boissieu
Pierre de Boissieu (París, 14 de junio de 1945) es un alto funcionario de la Unión Europea, de nacionalidad francesa, que desde el 1 de diciembre de 2009 hasta el 27 de junio de 2011 ocupó el cargo de Secretario General del Consejo (SGC). Previamente había sido Secretario General Adjunto durante el mandato de Javier Solana como SGC, así como embajador francés ante la UE.
Educado en la famosa Escuela Nacional de Administración, perteneció al gabinete personal del François-Xavier Ortoli, presidente de la Comisión Europea entre 1973 y 1977, y por aquel entonces su vicepresidente. Fue consejero político de los presidentes François Mitterrand y Jacques Chirac y uno de los negociadores franceses del Tratado de Maastricht de 1992, defendiendo el modelo intergubernamental de los tres pilares. También participó en las negociaciones de creación del Sistema Monetario Europeo en la década de los 70, y ha sido el representante permanente más duradero de su país ante la UE. Es miembro de la Legión de Honor francesa.
El 1 de diciembre de 2009, con la entrada en vigor del Tratado de Lisboa, De Boissieu tomó posesión como nuevo Secretario General del Consejo. Está considerado como uno de los hombres más influyentes de la institución y máximo defensor de las prerrogativas del Consejo y de los Estados miembros en la nueva arquitectura institucional. Su mandato concluyó el 27 de junio de 2011, cuando fue sustituido por el economista alemán Uwe Corsepius.
| Predecesor: Javier Solana | Secretario General del Consejo de la Unión Europea 2009 - 2011 | Sucesor: Uwe Corsepius |

- Datos: Q1396230